# Nicholas F. S. Papanicolaou

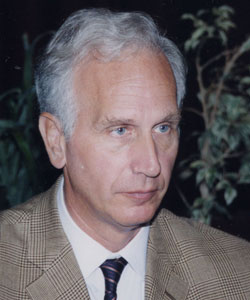
Nicholas F. S. Papanicolaou

Nicholas F. S. Papanicolaou (* 1949 in Athen) ist ein griechisch-US-amerikanischer Unternehmer.

## Leben
Papanicolaou besuchte die Williston Academyin Easthampton, MA, mit Abschluss Cum Laude 1967. Er studierte dann Wirtschaftswissenschaft an der Harvard University (Bachelor 1970) und Business Administration an der Columbia University (Master 1972).
Papanicolaou war 1973–1975 Vizepräsident der Onassis Organization in New York. Darauf beteiligte er sich an den unternehmerischen Aktivitäten seiner Familie im Zusammenhang mit Schifffahrt und anderen Investitionen. 1983 wurde er Großaktionär und Vorstandsmitglied von Aston Martin. Als die Firma wieder profitabel war, wurde sie an Ford verkauft.
Papanicolaou ist Präsident der Lion Finance SA. Er ist Mitglied des American Bureau of Shipping.
Mit anderen gründete Papanicolaou 2002 das World Public Forum „Dialogue of Civilizations“ (WPF), das sich mit globalen politischen, wirtschaftlichen und sozialen Fragen befasst, und ist dort Vorstandsmitglied. 2006 erhielt er den internationalen Preis Dialogue of Civilizations der russischen Foundation of Saint Andrew the First-Called.
Papanicolaou ist Ritter des Ordens des Heiligen Johannes von Jerusalem und wurde 2012 Mitglied des schwedischen Freimaurerordens Amaranth.